# 一般系統理論
一般系統理論（英語：General systems theory），是所有系統理論（Systems theory）之基礎，用來解釋生物現象。生物體中的有機體（Organism）是個具有各種相互依存的故不分系統，而且每個系統又包含了一些次級系統，例如循環系統，在平常生活中人類社會也有自創的社會系統，例如運輸系統。一般系統理論的學說大致如下：

## 平行論（Paralleism）
貝特蘭非（L. Bertalanffy）除了創建了一般系統理論，也提出所謂的平行論，他認為必須把各層次整合且觀察平行現象，在找出普遍的法則以應付高度互動的動態系統，此外他也提出封閉系統（Closed System）和開放系統（Open System）的觀點。

## 系統層次
- 靜態的結構。
- 可以預先測定的簡單動態系統。
- 自動控制的調整系統。
- 開放系統或自我維持系統。
- 遺傳和社會的層次。
- 動物系統層次。
- 人類層次。
- 社會系統或人類組織層次。
- 超越性系統。

前三項層次屬於<物理與機械系統>;其次三項層次為<生物系統>;最後三項層次為<人類與社會系統>。

## 封閉系統與開放系統
<物理與機械系統>為封閉系統，但<生物和社會系統>為開放系統。<行政組織>為與<環境互動>之開放系統。